# Rockefeller Foundation
De Rockefeller Foundation is een vooraanstaande filantropische instelling, die op 14 mei 1913 werd opgericht door de oliemagnaat John D. Rockefeller, John D. Rockefeller jr. en Frederick Taylor Gates, een adviseur van de eerstgenoemde. Het doel van de stichting is "het welzijn van de mensheid in de hele wereld bevorderen". Het is een van de invloedrijkste NGO's in de wereld. Eind 2008 was het vermogen ruim drie miljard dollar. De huidige president is Judith Rodin, voormalig president van de Universiteit van Pennsylvania. De organisatie is gevestigd in New York.

## Doelstellingen en resultaten
Door de jaren heen heeft de organisatie zich ingespannen op het gebied van gezondheid, medisch onderwijs, wetenschappelijke vooruitgang en sociaal onderzoek. Ook voedselproductie, kunst en cultuur waren aandachtsgebieden. Een belangrijk terrein van de organisatie is het onderwijs.
In de loop van de jaren hebben duizenden wetenschappers en onderzoekers financiële ondersteuning gekregen in de vorm van fellowships en beurzen voor studies in belangrijke wetenschappelijke disciplines. De stichting gaf geld voor conferenties en publicaties en voor het oprichten van afdelingen en starten van allerlei programma's, zowel in onderwijsorganisaties (waaronder universiteiten) als organisaties die zich bezighouden met buitenlands beleid. De lijst is lang, van Harvard University en Yale University tot en met de Council on Foreign Relations en het Royal Institute of International Affairs. Ook bijvoorbeeld de Wereldbank en de Amerikaanse Library of Congress kregen geld. Een afdeling van de Rockefeller Foundation richt zich op de strijd tegen allerlei ziekten op alle continenten. Het subsidieerde onderzoek naar malaria, gele koorts en de mijnworm. Ook hielp de organisatie bij de oprichting van scholen op het gebied van (publieke) gezondheid, waaronder de London School of Hygiene and Tropical Medicine en de Harvard School of Public Health. Enkele door Rockefeller Foundation begonnen of gesubsidieerde projecten op het gebied van de (medische) wetenschap zijn omstreden, zoals projecten op het gebied van de eugenetica. De stichting ging door met het subsidiëren van raciale studies, ook nadat duidelijk was dat zij werden gebruikt als excuus om Joden en andere groepen te demoniseren.

## Groene Revolutie
De Rockefeller Foundation was ook een van de aanjagers van de Groene Revolutie, die nieuwe landbouwtechnologieën, een grotere productie en meer opbrengsten in vele landen bracht. Het stak onder meer geld in onderzoek naar biotechnologie, de training van honderden wetenschappers in 'ontwikkelingslanden' en investeerde in de productie van transgene landbouwproducten zoals rijst. Een belangrijk motief om hier geld in te stoppen was om de voedingsbodem voor het oprukkende communisme te bestrijden en zo familie-eigendommen veilig te stellen. In de jaren negentig richtte de organisatie haar aandacht vooral op Afrika, in 2006 sloot zij zich aan bij de Bill & Melinda Gates Foundation om honger op dit continent te bestrijden.
De Foundation heeft in de loop der jaren allerlei programma's van de Verenigde Naties ondersteund. Verschillende instituten die zij heeft opgezet hebben model gestaan voor belangrijke organisaties, zoals de Wereldgezondheidsorganisatie.

## Voorspellingen
In 2010 bracht de Rockefeller Foundation een rapport uit waarin allerlei angstaanjagende scenario's werden uiteengezet, 'Scenarios for the Future of Technology and International Development'. In het rapport wordt gesproken over een 'Decade of Doom' ('Doemdecennium') in de periode 2010-2020. Het voorspelt terroristische aanslagen tijdens de Olympische Spelen in Londen, waarbij 13.000 doden zullen vallen en, kort daarop, een aardbeving in Indonesië (40.000 doden). Enkele andere voorspellingen: vanwege de torenhoge schulden zullen allerlei landen hun financiële soevereiniteit overdragen aan banktechnocraten. De kindersterfte zal flink toenemen door schandalen omtrent vaccinaties. De verschillen tussen rijken en armen zullen eveneens toenemen, mede doordat de middenklasse zal worden weggevaagd.

## Familie en kapitaal
De familie Rockefeller is sinds 2006 in de Raad van Bestuur vertegenwoordigd door David Rockefeller, Jr.. Een groot deel van het vermogen van de organisatie bestaat uit aandelen in oliemaatschappijen van de familie, waaronder Exxon Mobile.